# Stathmós Angelokástrou
Stathmós Angelokástrou (Stathmos Angelokastrou) är en ort i Grekland.   Den ligger i prefekturen Nomós Aitolías kai Akarnanías och regionen Västra Grekland, i den centrala delen av landet, 220 km väster om huvudstaden Aten. Stathmós Angelokástrou ligger 17 meter över havet och antalet invånare är 105.
Terrängen runt Stathmós Angelokástrou är platt åt nordost, men åt sydväst är den kuperad. Runt Stathmós Angelokástrou är det ganska tätbefolkat, med 172 invånare per kvadratkilometer. Närmaste större samhälle är Agrínio, 11,5 km öster om Stathmós Angelokástrou. Trakten runt Stathmós Angelokástrou består till största delen av jordbruksmark.